# 烏斯季坎區

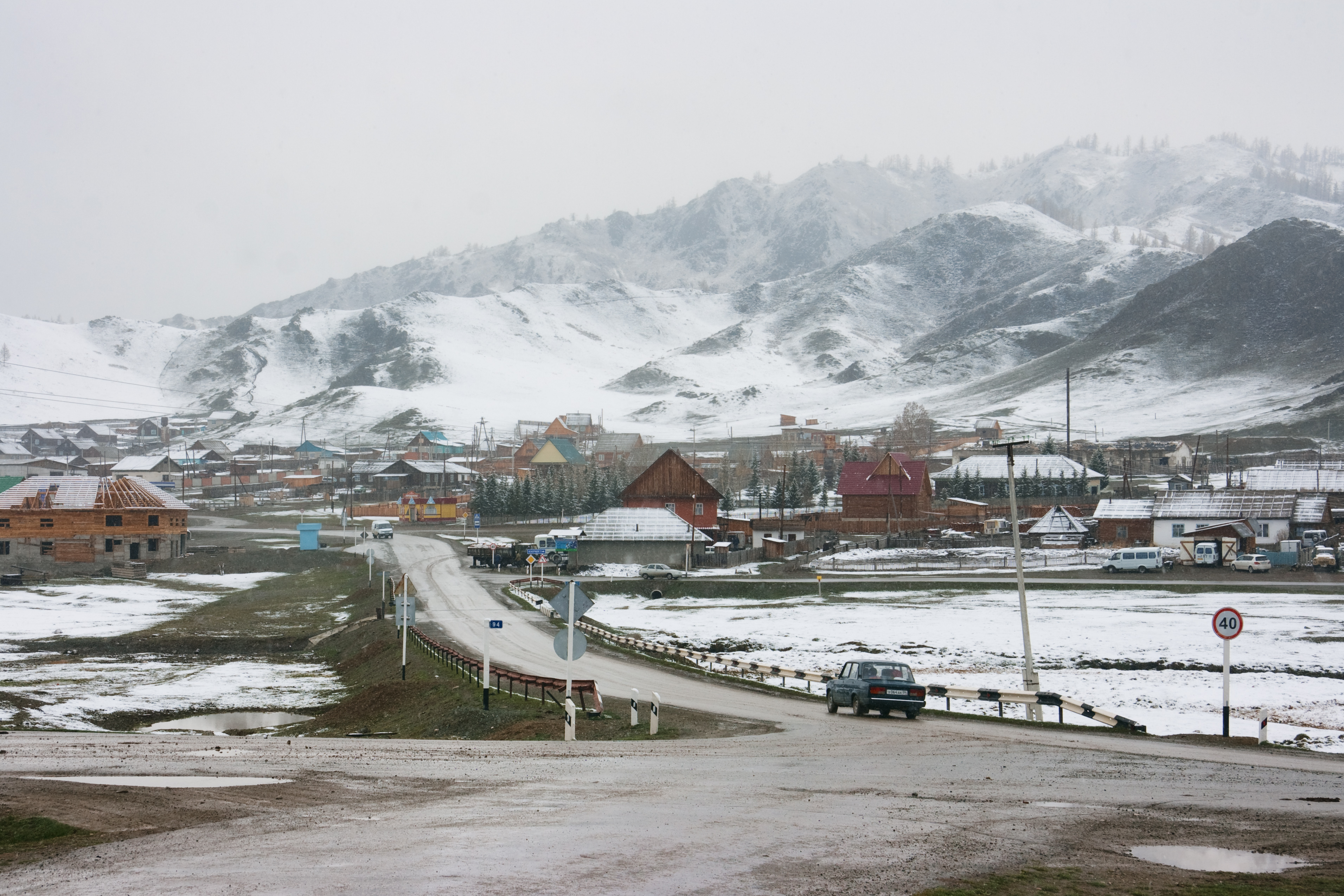

50°55′N 84°46′E / 50.917°N 84.767°E
烏斯季坎區（俄語：Усть-Ка́нский район）是俄羅斯阿爾泰共和國的一個區，位於該國南部，面積6,244平方公里，2010年人口15,007，人口密度每平方公里2.4人。